# Karin Yanine
Karin Yanine Millas (Santiago, Chile; 11 de noviembre de 1963) es una comunicadora y locutora radial chilena. Ha sido voz de radios como Futuro, Concierto, Rock & Pop, Activa, Romántica y ADN.

## Biografía
Tras estudiar Comunicación Audiovisual en la Universidad UNIACC, Karin Yanine debutó en 1983 en Radio Universidad de Chile con el programa Melodías subterráneas junto a Rolando Ramos. De ahí emigró a la entonces nueva Radio Futuro, creada en 1989 como una estación de música para jóvenes.
Esta labor en radio la hizo saltar a la TV como rostro de RTU, actual Chilevisión. En ese canal llegó a ser conductora del matinal de 1992, junto a Juan La Rivera, tras la salida de Tati Penna y Felipe Camiroaga. Sin embargo, fue como conductora de programas de videoclips donde alcanzó más popularidad. Primero, hizo dupla con Marcelo Comparini en Estudio Club y, después, con Pollo Valdivia en Medio a Medio. 
Fue una de las locutoras fundadoras de la radio Rock & Pop, hasta 1999 cuando asumió un programa diario en la emblemática Cooperativa. Sin embargo, al poco tiempo retornó a la fórmula musical, esta vez en Radioactiva.
Durante la década de 2000 Karin Yanine comenzó a conducir programas deportivos en Metrópolis Intercom y Canal 13 Cable. Además, se convirtió en instructora de yoga y charlista motivacional.
Hasta 2015 fue conductora de Hoy es tu día en Radio Romántica.
En 2018 se integró a Radio ADN con un programa de running y vida sana

## Televisión

### Chilevisión
- Extra jóvenes (1988)
- Estudio club (1988-1990)
- Medio a medio (1990-1995)
- Deporte en Vivo (1990-1991)
- Estadio abierto (1991)
- Jeep Fun Race (1991)
- Matinal ’92 (1992)

### Metrópolis Intercom
- Pregúntale a Karin (2000)

### Canal 13
- Con ustedes (Panelista) (2004)

### 13 C
- Energía vital (2004-2007)

### Zona Latina
- Sin Dios ni late (Panelista) (2015)